# Xàtiva
Xàtiva (hiszp. Játiva) – miasto położone we wschodniej Hiszpanii, we wspólnocie autonomicznej Walencja, w prowincji Walencja na prawym (zachodnim) brzegu rzeki Albaidy. Leży ok. 60 km na południowy zachód od Walencji.

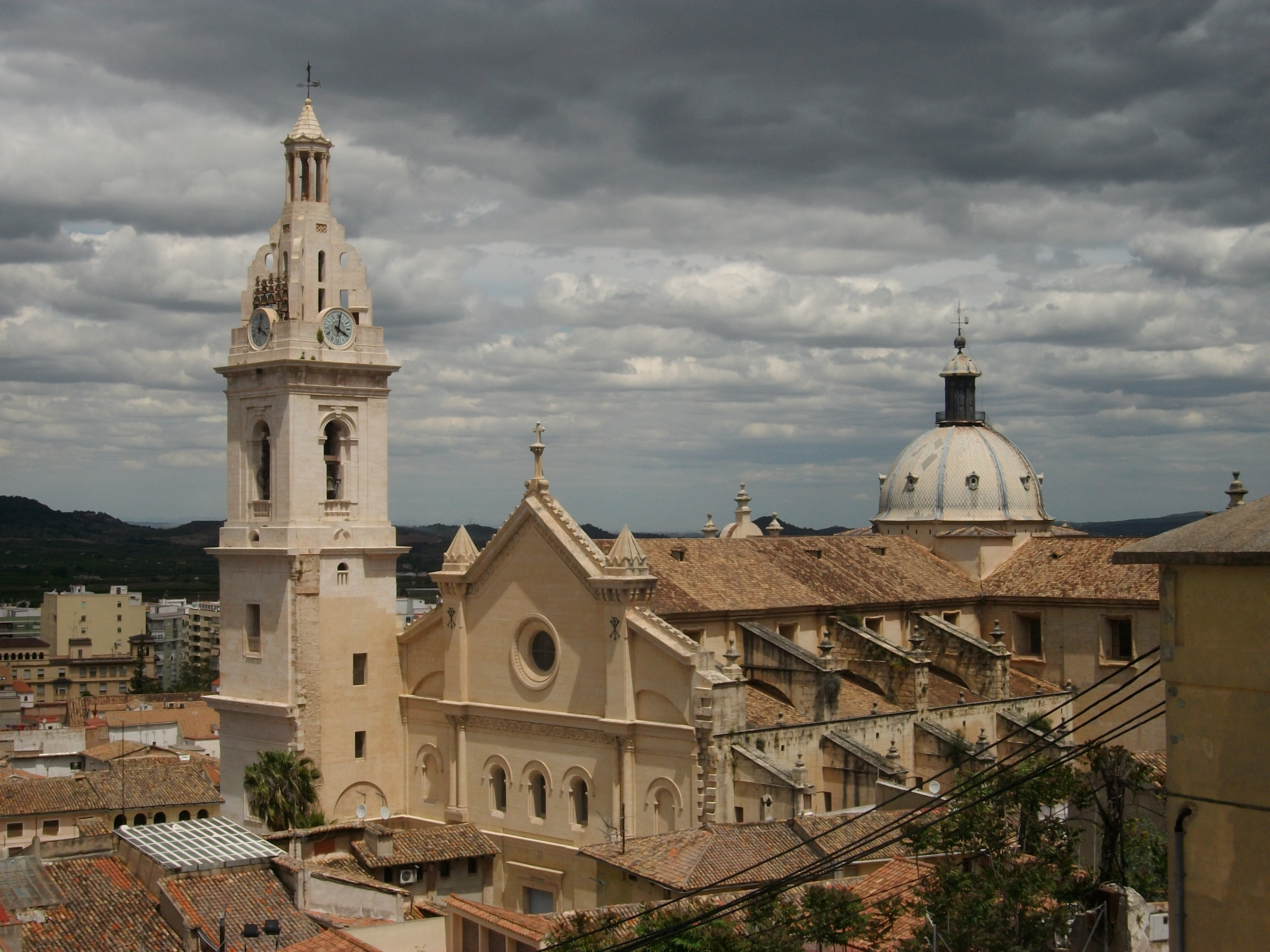
Przebudowana w stylu renesansowym kolegiata.

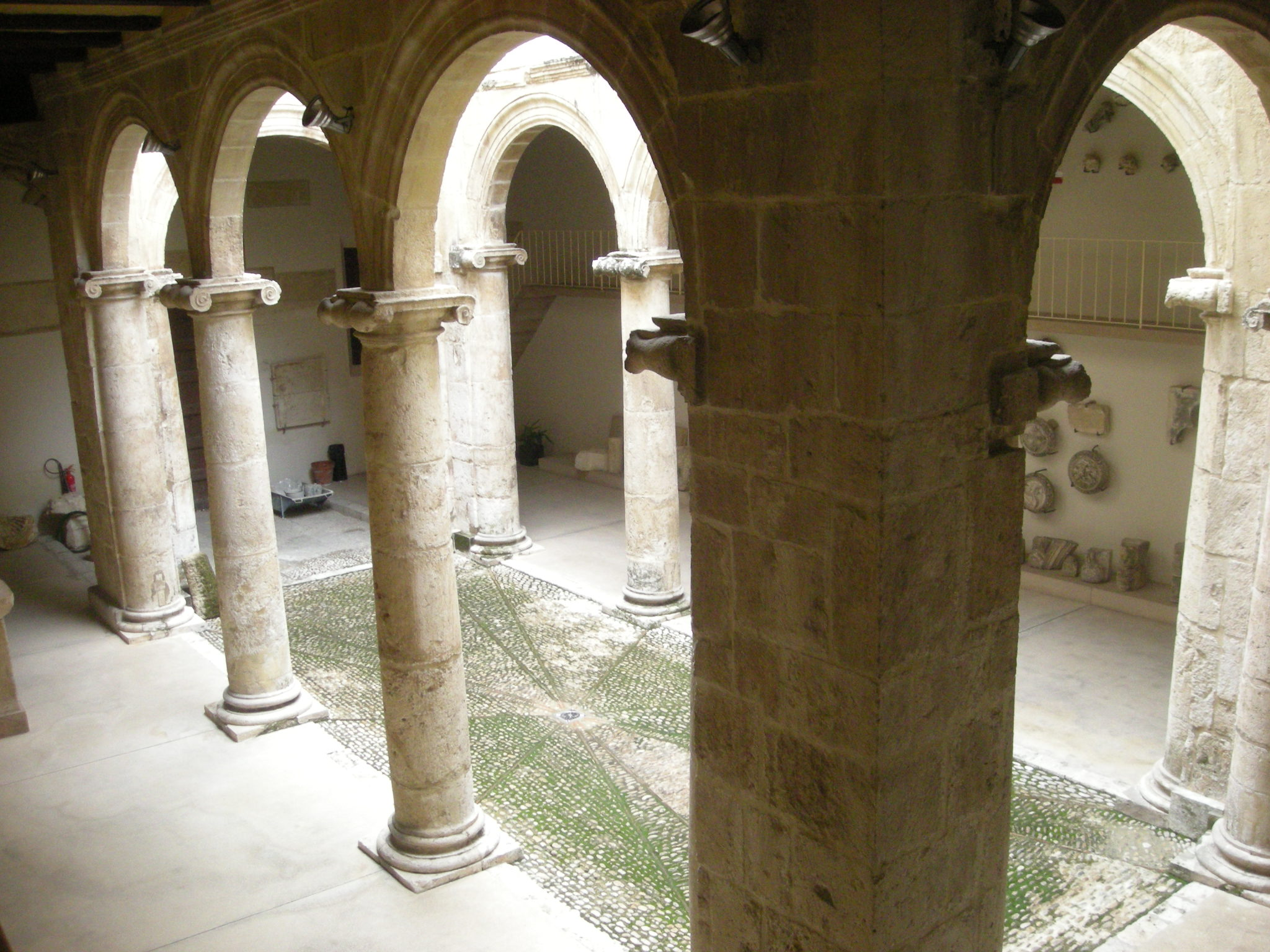
Dziedziniec muzeum Almudín.

Dziś niewielkie miasto prowincjonalne (niespełna 30 tys. mieszkańców), w przeszłości zapisało się w historii Europy m.in. jako pierwszy na kontynencie ośrodek produkcji papieru oraz znany ośrodek jedwabniczy. Tajniki produkcji papieru przywieźli do Xàtivy Maurowie, a pierwsza wzmianka o jego produkcji pochodzi z 1144 roku. W późnym średniowieczu miasto znane było również jako miejsce narodzin dwóch papieży: Kaliksta III oraz Aleksandra VI. Do upadku znaczenia Xàtivy w czasach nowożytnych przyczynił się w trakcie wojny o sukcesję hiszpańską król Filip V Burbon, który za sprzyjanie swym przeciwnikom po zwycięstwie w bitwie pod Almansą rozkazał spalić miasto (1707) i przemianować na San Felipe. Do dziś portret tego króla wisi w lokalnym muzeum odwrócony do góry nogami. Nazwę miasta zmieniono ponownie w roku 1811 nadając mu katalońską pisownię Xàtiva.
W mieście warto zobaczyć kilka zabytkowych kościołów, z których najważniejszym jest wybudowana w 1414 roku i przebudowana później w stylu renesansowym kolegiata (dawniejsza katedra). Wart odwiedzenia jest również pochodzący z XIV wieku kościół św. Piotra, w którym można podziwiać kasetony wykonane w stylu lokalnej odmiany gotyku. Jest też kilka budynków z częściami zachowanych murów z czasów rzymskich (w tym ratusz), zachowały się też budowle z czasów mauretańskich. Xàtiva posiada również średniowieczny zamek oraz ciekawy, późnogotycki budynek spichlerza zwany Almudín, w którym mieści się obecnie muzeum miasta.